# Pycnonotus dispar
A Pycnonotus dispar a madarak osztályának verébalakúak (Passeriformes) rendjébe és a bülbülfélék (Pycnonotidae) családjába tartozó faj.

## Rendszerezése
A fajt Thomas Horsfield amerikai ornitológus írta le 1821-ben, a Turdus nembe Turdus dispar néven. Egyes szervezetek a Rubigula nembe sorolják Rubigula dispar néven.

## Előfordulása
Indonéziához tartozó Szumátra, Jáva és Bali szigetén honos. Természetes élőhelyei a szubtrópusi vagy trópusi síkvidéki és hegyi esőerdők, lombhullató erdők, valamint ültetvények és vidéki kertek. Állandó, nem vonuló faj.

## Megjelenése
Testhossza 17-20 centiméter.

## Életmódja
Főleg bogyókkal és gyümölcsökkel táplálkozik, de rovarokat is fogyaszt.

## Természetvédelmi helyzete
Az elterjedési területe nagy, egyedszáma viszont csökken. A Természetvédelmi Világszövetség Vörös listáján sebezhető fajként szerepel.